# Aire protégée de Tanzanie
La Tanzanie compte vingt-et-une zones protégées dont quinze parcs nationaux, quatre sites Ramsar, deux parcs marins, deux aires de conservation et sept sites du patrimoine mondial de l'Unesco. Elle possède également cinq réserves de biosphère.

Carte des zones protégées de Tanzanie

## Parcs nationaux
Les parcs nationaux de Tanzanie sont gérés par le TANAPA. Ils sont une ressource financière significative pour le pays, notamment par le biais des droits d'entrée élevés (généralement de 20 $ à 50 $ par personne et par jour).
- Parc national d'Arusha
- Parc national de Gombe Stream
- Parc national de Katavi
- Parc national de Kilimandjaro
- Parc national du lac Manyara
- Parc national de Mikumi
- Parc national de Mkomazi
- Parc national des monts Mahale
- Parc national des monts Udzungwa
- Parc national du plateau de Kitulo
- Parc national de Ruaha
- Parc national de Rubondo Island
- Parc national de Saadani
- Parc national du Serengeti
- Parc national de Tarangire

## Aires de conservation
- Aire de conservation du Ngorongoro

## Parcs marins
- Parc marin de l'île de Mafia
- Parc marin de la baie de Mnazi et de l'estuaire de Ruvumba

## Conventions internationales

### Sites Ramsar
La convention de Ramsar est entrée en vigueur en Tanzanie le 13 août 2000.
En janvier 2020, le pays compte quatre sites Ramsar, couvrant une superficie de 48 684,24 km2.
- Bassin du lac Natron
- Marais de Malagarasi-Muyovozi
- Plaine inondable de Kilombero Valley
- Parc marin de la baie de Mnazi et de l'estuaire de Ruvumba

### Réserves de biosphère
La Tanzanie possède 6 réserves de biosphère reconnues par l'UNESCO :
- Lac Manyara, 1981
- Serengeti-Ngorongoro, 1981
- Usambara Est, 2000
- Baie Jozani-Chwaka, 2016
- Gombe Masito Ugalla, 2018
- Rufiji-Mafia-Kibiti-Kilwa (RUMAKI), 2023

### Patrimoine mondial
En 2020, la Tanzanie compte 3 sites naturels et 1 site mixte sites inscrits au patrimoine mondial de l'Unesco.